# Haaren (Bad Wünnenberg)
Haaren ist ein nördlicher Stadtteil von Bad Wünnenberg in Nordrhein-Westfalen und gehört zum Kreis Paderborn. Überregional bekannt ist es durch das Autobahnkreuz Wünnenberg-Haaren.

## Geographie
Haaren liegt auf der Paderborner Hochfläche. Der höchste Punkt der Ortschaft liegt auf 388 m ü. NN. Es befindet sich 95 km östlich von Dortmund, 20 km südlich von Paderborn, 50 km nördlich von Winterberg (Sauerland) und 80 km westlich von Kassel.

## Nachbarorte
Im Norden beginnend im Uhrzeigersinn grenzen an Haaren der Stadtteil Niederntudorf von Salzkotten, der Ortsteil Etteln der Gemeinde Borchen und der Stadtteil Henglarn von Lichtenau, die Bad Wünnenberger Stadtteile Helmern, Fürstenberg, Bad Wünnenberg und Leiberg sowie die Stadtteile Hegensdorf, Büren und Wewelsburg von Büren (Westfalen). Alle genannten Orte gehören zum Kreis Paderborn.

## Geschichte
Der Ortsname besteht aus dem allgemein gehaltenen Bestimmungswort har, das bedeutet Höhe, dies ist auch vom Haarstrang bekannt und einem Grundwort wie Harn, Harun, Haran oder Haram. So wurden von den Franken Heimsiedlungen benannt. Haaren liegt auf einer markanten Stelle der Turonstufe über dem Sintfeld. Der Abt Sturmius und seine Glaubensboten missionierten und predigten im Sintfeld; sie gründeten hier Urpfarreien. Das Kloster Böddeken wurde 837 gegründet, allerdings ist eine Kirche, die vorher in der Nähe errichtet wurde, noch älter. Diese erste Kirche stand unter dem Patrozinium des Martin von Tours. Zu dieser Pfarrei gehörte vermutlich auch Haaren. Zu der Ruine führt der alte Weg Kirchricke von Tindeln aus. Die erste Kirche war vermutlich ein Holzgebäude, die Saalkirche wurde um 1000 aus Stein neu gebaut. Sie stand am Ort der heutigen Friedhofskapelle.
Das Dorf wurde 975 erstmals urkundlich in den Traditiones Corbeinenses erwähnt, es ist wohl um etliches älter und zählt zu den sehr alten Siedlungen des Gebietes. Grund für diese frühe Besiedlung war die verkehrsgünstige Lage; hier kreuzten sich Handels- und Heerstraßen, die wichtigste war der Frankfurter Weg.
Die Flur war in germanischer Zeit besiedelt, im Futterloch wurde bei Pflügearbeiten eine Lanzenspitze aus Eisen gefunden, die als typisch germanisch der Zeit um das zweite oder dritte Jahrhundert zugeordnet wurde. Die Spitze wird im Landesmuseum in Münster ausgestellt. Ein anderer Landwirt fand eine große verzierte Scherbe, die von einem dickwandigen Vorratsbehälter vom ersten Jahrhundert stammte. Die Höfe dieser germanischen Siedlungen waren nicht groß und lagen verstreut im Gelände. Die Einwohner waren Bauern, sie suchten ihre Siedlungsplätze ihren Anforderungen entsprechend aus. Es wurde eine Wasserstelle in der Nähe des Hauses benötigt, Weidefläche, Acker und Haus bildeten eine Einheit. Die Wirtschaftsflächen waren so groß, dass die Familie und das Gesinde versorgt und die Fliehburg mit ausreichend Vorräten ausgestattet werden konnte.
Nach dem mittelalterlichen Wüstungsprozess siedelten sich in Haaren zum Ende des 15. Jahrhunderts wieder Bauern an. Ein Chronist aus Böddeken schrieb: In Mitte des 15. Jahrhunderts waren in dasiger Gegend wüste und öde Örten, von den Menschen, das ist von den meisten, verlassen. Dann anno 1473 noch einige Bauern von Haaren ihre Schuldigkeiten entrichteten: z. B. Fridag, Salomons, Klute, Otto Feche, deren Familie noch daselbst existiert, und also die ältesten sind. Um 1492 bildete sich hier wieder ein größeres Dorf und zu Anfang des 16. Jahrhunderts leisteten die Bauern Abgaben. Dieser Ort Neu-Haaren ist mit dem Alt-Haaren nicht mehr vergleichbar, von dem alten Ort sind nur noch Reste vorhanden. Der neue Ort entwickelte sich zu einem Haufendorf, das dicht besetzt war. Im Jahr 1507 wurde mit dem Wiederaufbau der Kirche angefangen, das dauerte mehrere Jahre und die Bewohner verschuldeten sich dafür Schon im Jahr 1511 ist in einer Namensliste, die vom Kloster Bredelaer geführt wurde, ein Anstieg der Bevölkerung belegt. Das Kloster Böddeken stiftete 1588 einen Taufstein, der bis heute erhalten ist. Wenn die Bauern ihre Abgaben nicht entrichteten wurde er abgemeiert, ihm wurde der übertragene Grund und Boden entzogen und er verlor seine Lebensgrundlage.
Ende des 16. Jahrhunderts überfiel der Wegelagerer Scriborius aus Haaren mit seinen Kumpanen immer wieder Händler und Reisende und raubte sie aus. Er wurde 1589 gefasst und zum Tode verurteilt. Ihm wurde bei der sogenannten Blutjanslinde bei Dalheim durch zwei Henkersknechte der Körper mit glühenden Zangen zerfetzt, der Bauch aufgeschnitten, das Herz aus der Brust gesäbelt und ums Maul geschlagen.
Das Gebiet von Haaren gehört seit dem frühen Mittelalter zum späteren Hochstift Paderborn.
Im Laufe der Zeit wurde das Dorf immer wieder ausgeplündert, besetzt und zerstört, obwohl die Bewohner sich durch Straßensperren und die Verteidigung des äußeren Häuserringes wehrten. In dieser Zeit wurden die Äcker auf dem Sintfeld wieder brach und entwickelten sich zu Heideland. Am 1. Januar 1622 fiel der Tolle Christian mit seinen Truppen in Haaren ein und errichtete hier sein Hauptquartier und verschickte von hier seine Brandbriefe. Weitere Schäden nahmen die Bevölkerung und das Dorf während des Siebenjährigen Krieges, Hungersnöte und Seuchen forderten Opfer. Nach den Kriegen bauten die Einwohner die Gebäude und die Kirche wieder auf und bewirtschafteten ihre Äcker.
Der Ort gehörte bis zu den Napoleonischen Kriegen zum Amt Wewelsburg im Hochstift Paderborn. Im Jahre 1802 verlor das Hochstift Paderborn mit der Besetzung durch Preußen seine staatliche Selbstständigkeit. Alle Ansprüche und Rechte gingen an den preußischen Staat über, der vehement die Nachzahlung von aufgelaufenen Steuerschulden und für die Zukunft pünktliche Zahlung forderte. Die Bauern wurden zu Eigentümern der von ihnen bewirtschafteten Flächen. Im Königreich Westphalen bildete der Ort von 1807 bis 1813 eine Gemeinde im Kanton Atteln des Distrikts Paderborn im Departement der Fulda. Nach der napoleonischen Niederlage fiel Haaren 1813 an Preußen zurück und wurde 1815 in die neuen Provinz Westfalen eingegliedert. Durch Erlass der Königlichen Regierung in Minden kam Haaren 1816 zum neuen Kreis Büren, in dem die Gemeinde zum Amt Atteln gehörte. 
Die Separation der Ländereien um Haaren mit insgesamt 7,414 Morgen Separationsmasse wurde nach Bewältigung beträchtlicher Schwierigkeiten und Streitereien 1849 abgeschlossen. Die Schlussrechnung betrug 8000 Taler. Die Feldmark wurde durch feste Wege erschlossen und zu den benachbarten Orten wurden befestigte Straßen gebaut. Teilweise wurden die Straßen als Chausseen nach französischem Vorbild mit Gräben, Bäumen und einer Packlage aus Kalkstein angelegt. Die Landstraße nach Paderborn wurde 1864 fertiggestellt und danach eine königlich preußische Postexpedition in Haaren eingerichtet und eine Fahrpost gegründet. 1829 wurde von der Regierung eine Katasteraufnahme angeordnet und durchgeführt. Danach standen im Dorf etwa 170 Häuser, eine Schule, eine Kirche und eine Kapelle. Die Straßen des planlos gewachsenen Haufendorfes verliefen entsprechend. Das dicht bebaute Haufendorf wurde 1847 durch ein großes Feuer zerstört, 48 Häuser, die Schule, das Pfarrhaus und die Kirche brannten ab und etwa 70 Familien wurden obdachlos. Zur Wiederherstellung der öffentlichen Gebäude bewilligte der König von Preußen ein Gnadengeschenk in Höhe von 4000 Talern. Die neu gebauten Häuser wurden nicht wie bisher mit Stroh, sondern mit Ziegeln gedeckt. Im Jahr 1975, dem Jahr der Eingemeindung, feierte Haaren sein 1000-jähriges Bestehen.

### Ausgrabungen
Im Gebiet von Haaren sind steinzeitliche Siedlungsspuren belegt. Ein Archäologe mit dem Namen Jordan schrieb: Die Lage der Fundstätte auf der oberen Fiegenburg ist eine typisch vorgeschichtliche, auf der Höhe, sicher, trocken und früher waldfrei, zum Teil gelegen in einer flachen Mulde, nahe der Geländekante oberhalb eines leicht erreichbaren Quellhorizontes mit wenigstens zwei ergiebigen Kluftquellen im Nordwesthang. Die Ausdehnung der Besiedlung scheint nicht über einen Kilometer längs des Hanges und etwa 500 Meter in der Breite hinausgereicht haben, so daß für die Steinzeit um 3000 bis 2000 vor Christus mit nur vier Höfen gerechnet werden kann. Die bisher ältesten menschlichen Kulturreste aus der Gemarkung Haaren stammen von diesem Platz! Es sind kleine, steil und fein am Rand durch Zurechtschlagen und Abpressen über eine scharfe Steinkante bearbeitete Feuersteinspäne, die als Messerchen, Schaber und Kratzer verwendet wurden. Es wurden über 1000 Fundstücke katalogisiert, darunter befanden sich auch zwei Steinbeile und achtzehn Pfeilspitzen. Das Beil aus hellem Jadeit wurde 1938 in etwa zweieinhalb Meter Tiefe, in einem Erdfall gefunden. Es lag zwischen den Schädeln und Skelettresten von Pferden. Das andere Beil ist aus grünlichgrauem kristallinem Gestein mit dunkelgrauen Sprenkel angefertigt. Es wurde 1960 von einem Schüler auf einem Acker gefunden.
Etwa fünf Kilometer vom Ortskern sind bronzezeitliche Hügelgräber entdeckt worden. Die insgesamt 97 Hügel haben einen Durchmesser von 16 bis 20 Metern und sind bis zu zwei Meter hoch. Im Jahre 1904 wurde eine Schneisenausfahrt angelegt und dabei ein Grabhügel zertrennt. Unter verschieden dicken Erd- und Tonschichten wurden ein 18,5 cm langes Stück eines Kurzschwertes, eine 15,5 cm lange Rundaxt und eine Petschaftnadel mit einer Länge von 16,5 cm ergraben. Als weitere Fundstücke sind noch Schädelstücke, Geweihstücke, Urnenscherben und Feuersteine zu nennen, deren Verbleib nicht geklärt ist. Eine zu dem Gräberfeld zugehörige Wohnstätte wurde nicht gefunden. Aus der Römerzeit wurden bei Neuböddeken vier Silberdenare gefunden, von denen einer die Aufschrift G. L. Caesares trägt.
Der Archäologe Jordan fand bei Ausgrabungen bei den Schütte-Quellen in der Nähe des Ortes die mittelalterliche Ortslage der Siedlung Suavharan (Schwafern). Die aufgefundenen Überreste einer Hausanlage gaben nähere Aufschlüsse über das Leben in mittelalterlichen Siedlungen der Umgebung. Knochenreste von Rindern, Pferden, Schafen, Ziegen, Geflügel und Hunden belegen die Viehzucht, Getreidefunde den Ackerbau. Es wurden Bleireste, ein kleines kegelförmiges Gewicht, Kupferschlacken und Gussstücke als Belege für das Vorhandensein von Handwerkern gefunden. In einem zum Teil gemauerten Kellerraum wurden eine Schere mit federndem Bügel, Messer, geschmiedete Nägel, ein Reitersporn, ein Schlüssel, eine Riemenschnalle aus Bronze und ein Glasring gefunden.

### Wüstungsprozess
Die Ortslage der Kleinsiedlungen Alt Haaren, Neu Haaren, Schawfern und Böddeken ist geklärt. Die Lage der beiden wüst gefallenen Weiler Wulfeshusen und Tedenkenlo ist nicht bekannt. In allen Siedlungen herrschte die bäuerliche Lebensform vor. Das stabile System der kleinen Siedlungen veränderte sich im 12. Jahrhundert merklich. Die Bauern gaben ihre Wohnsitze auf und zogen in größere, befestigte Siedlungen. Es entstand die Territorialherrschaft der kleineren und größeren Herren, deren Übergriffen die Bauern schutzlos ausgeliefert waren. In diesem Wüstungsprozess wurden alle in dieser Gemarkung bekannten alten Siedlungen aufgegeben. Um 1350 fielen Alt-Haaren, Alten-Bödekken, Wulfeshusen, Schwafern, Tindeln und Tedenklo wüst, es blieben nur Ruinen. Die in der Nähe befindlich alte Wallburg Knickenhagen wurde wieder in Ordnung gebracht, ausgebaut und verstärkt und bot den Bewohnern Schutz. Ein Kopiar aus Bödefeld berichtet: Früher sollen hier die durch Kriegswirren aus dem Sintfeld und von anderen Siedlungsplätzen vertriebenen Bauern zusammengezogen sein und eine Befestigung angelegt haben. Sie seien aber durch räuberische Überfälle wieder vertrieben worden. Danach wurde das Land aufgegeben und die verbliebenen Bewohner suchten Schutz in Städten wie Büren, wo sie teilweise zu angesehenen Bürgern wurden.

### Religionen
Die Mehrzahl der Bevölkerung ist katholisch und gehört zur Pfarrgemeinde im Dekanat Büren-Delbrück des Erzbistums Paderborn.
Die evangelischen Einwohner Haarens gehören zur evangelischen Kirchengemeinde Fürstenberg im Kirchenkreis Paderborn der Evangelischen Kirche von Westfalen. Evangelische Gottesdienste werden in der kleinen Kapelle des Altenheims „Emma-Rose-Stiftung“ gefeiert.

### Eingemeindung
Vor dem 1. Januar 1975 gehörte die damalige Gemeinde Haaren zum Amt Atteln im Kreis Büren. Mit Inkrafttreten des Sauerland/Paderborn-Gesetzes an diesem Tage wurden die vier Gemeinden Bleiwäsche, Fürstenberg, Leiberg und Wünnenberg des Amtes Wünnenberg mit den drei Gemeinden Elisenhof, Haaren und Helmern des Amtes Atteln zur neuen Stadt Wünnenberg zusammengelegt und kam mit dieser zum Kreis Paderborn. Rechtsnachfolgerin der Gemeinde Haaren wurde die neue Stadt Wünnenberg, die heute den Namen Bad Wünnenberg trägt, während die gleichzeitig gebildete neue Stadt Lichtenau Rechtsnachfolgerin des Amtes Atteln ist. Der Sitz der Verwaltung befindet sich im Stadtteil Fürstenberg.

### Einwohnerentwicklung
An den Volkszählungsterminen 6. Juni 1961 und 27. Mai 1970 hatte die damalige Gemeinde Haaren 1477 bzw. 1657 Einwohner. Am 31. Dezember 1973 waren es 1825 Einwohner, am 30. Juni 1974 1830 und am 31. Dezember 2014 2514 Einwohner. Am 12. April 2021 zählte sie 2538 Einwohner.

## Wirtschaft und Infrastruktur
- Haaren ist ein wichtiger Verkehrsknotenpunkt am Autobahnkreuz Wünnenberg-Haaren, der Bundesautobahn 44 (Dortmund–Kassel) mit der A 33 (Osnabrück–Bielefeld–Wünnenberg–Haaren). Die Verlängerung der A 33 nach Süden über Haaren hinaus ist die Bundesstraße 480, die über Brilon und Winterberg ins Wittgensteiner Land führt.

- Die ALSO Deutschland GmbH aus Soest betreibt in Haaren ein Logistikzentrum im Segment Großhandel für Informationstechnologie.[15]
- Der enderschlossene Industriepark Haaren liegt direkt am Autobahnkreuz Wünnenberg-Haaren bietet. Bisher sind Betriebe aus den Branchen Nahrungsmittelverarbeitung, Baugewerbe, Fitness, Mechanik, Maschinenbau, EDV und Computer dort angesiedelt.[16]

## Patronatsrechte
Das Patronatsrecht über die Pfarrkirche lag bei dem Kloster Corvey, so dass Corvey über die Besetzung der Pfarrstelle entscheiden konnte. Das Patronatsrecht und der Zehnte wurde an das Augustinerkloster Böddeken übergeben. Noch 100 Jahre danach fragten die Einwohner bei Streitigkeiten mit den neuen Patronatsherren in Corvey um Rat und Schlichtung nach. Auch das Kloster Willebadessen war Grundherr im Ort, ein Hof musste ihm sechs Solidos, vier Unzen Eier und vier Hühner zahlen. Ein ortsadeliges Ministerialengeschlecht von Haaren besaß hier ein Rittergut. Ein Reinhardus de Hare, miles wurde 1264 und ein Herman von Haren, sowie sein Onkel Heinrich und sein Sohn Ecbert wurden 1322 in Urkunden genannt. Das Geschlecht wurde seit dem hohen Mittelalter nicht mehr erwähnt, es ist vermutlich ausgestorben oder abgewandert. Das Kloster Böddeken hatte den größten Besitz im Ort, es kaufte nach und nach einen Teil der Höfe auf. Der Chorherr Johannes Valbert dokumentierte dies 1450 mit Hilfe vorgefundener Aufzeichnungen.

## Kirche

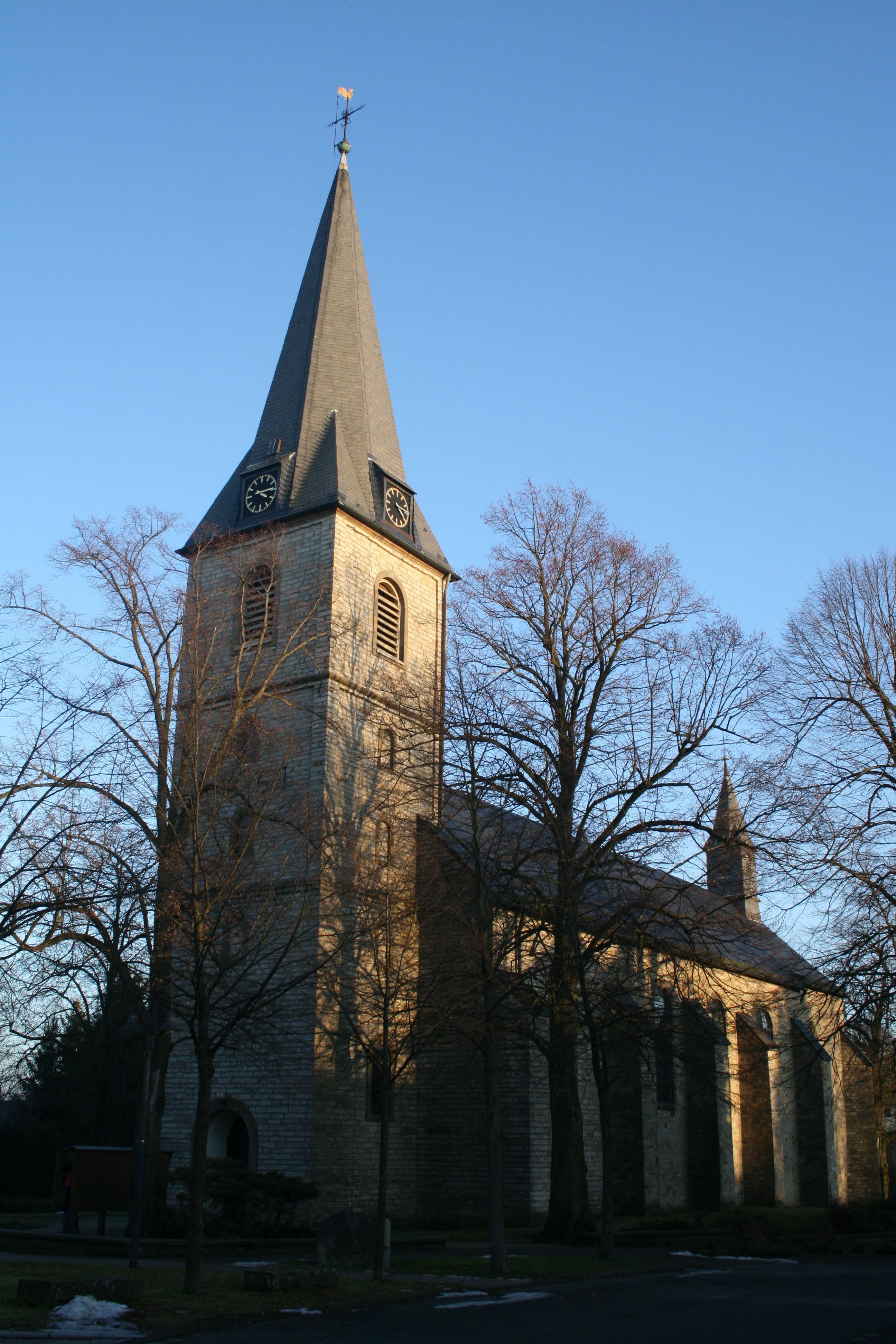
St. Vitus

Eine neue Kirche wurde gebaut und 1751 eingeweiht. Der Grundstein wurde 1749 gelegt, Baumeister war N. Tewes. Auf dem Dach der kleinen barocken Kirche zu drei Jochen saß ein Dachreiter. Ein viertes Joch wurde 1861 angebaut, eine Orgelempore wurde errichtet und der Turm angebaut, der 1891 erhöht wurde. Die alte Kirche brannte im August 1847 beim Großbrand ab. Durch Wechsel des Zeitgeschmacks und Brände änderte sich die Inneneinrichtung mehrfach oder wurde ergänzt. Nach der Aufhebung des Klosters Böddeken bekam die Kirche 1803 unter anderem eine kostbare Strahlenkranzmadonna und einen kleinen Schrein mit den Reliquien des Hl. Meinolf.

## Sehenswürdigkeiten
Zu den Sehenswürdigkeiten des Ortes gehören die im Jahr 1933 erbaute Ohrmakers Mühle und die im Jahre 1750 errichtete Pfarrkirche St. Vitus.
Die Telegraphenstation Haaren Nr. 37 „Der Telegraph“ in der Flur Klus ist eine sinnbildliche Darstellung einer Telegraphenstation der Strecke Potdam zum Kurfürstlichen Schoss in Coblenz und diente der militärischen Nachrichtenübermittlung ab 1830.

## Bildung
Die Ortschaft verfügt über zwei Kindergärten und eine Grundschule.
Im südlich benachbarten Fürstenberg liegt mit der Profilschule Fürstenberg eine weiterführende Sekundarschule der Stadt Bad Wünnenberg.

## Persönlichkeiten
- Bernhard Köthenbürger (1870–nach 1933), Unternehmer und Politiker (Zentrum)
- Werner Faber (1928–2017), Pädagoge und Märchenforscher
- August Stieren (1885–1970), Prof. Dr. phil., Universitätsprofessor, Direktor des Landesmuseums für Vor- und Frühgeschichte in Münster
- Gerhard Wächter (1946–2022), deutscher Politiker MdB (CDU)

## Vereine
- Das Blasorchester "Sintfeld-Echo" ist mit über 60 aktiven Musikern einer der größten Vereine des Dorfes.
- Der Schützenverein 1717 e. V. ist ein wichtiger Bestandteil des dörflichen Lebens.[20]
- Die Freiwillige Feuerwehr des Löschzuges Haaren.[21]
- Das Tambour-Corps Haaren 1927 e. V. ist ein Musikvererein in Haaren.[22]

## Trivia
Nach Überlieferung des Chronisten Berlage in der Dorfchronik soll der Schweinehirte Henricus Hucht ein goldenes Götzenbild auf Salmens Feld gefunden haben. Ein Schwein wühlte es aus dem Boden. Der Hirte hat das Gold verkauft und wurde wohlhabend. Auf einer eisernen Grabplatte die das Grab des Hirten bedeckte und die heute in Friedhofskapelle gezeigt wird steht: Das … Monument hat folgende Inschrift: Obzwar Dib und Mörder kommen – Gelt und Leben abgenommen – doch förcht ich Got, mich ihm befehl – Weil er kann nehmen Leib und Seel. Anno 1744. 28 Januarius sit gestorben in dem Herren Hinrikus Hugt seines Alters 74 Jahre. N. H. Ehestant mit Anna Barbara Siegelers fritsam gelebt 45 Jahr.